# 东海学园大学短期大学部
东海学园短期大学部（日语：／ Tokai Gakuen Daigaku Tankidaigakubu *）是過去一所位于日本爱知县名古屋市天白区的私立短期大学，於2005年停辦。前东海学园女子短期大学（日语：／ Tokai Gakuen Joshi Tankidaigaku *）。

## 概要

### 简介
- 源流成立于1888年[1]。短期大学为于1964年开办[1]、由学校法人东海学园经营、来源于亲鸾的净土真宗[2][1]。招生到于2003年、正式停办于2005年[3]。

### 历史
- 1964年 东海学园女子短期大学成立并同时设置两个学科即英语科、家政科[1]。
- 1965年 英语科分离为两个专攻即英文专攻和商业英语专攻、家政科分离为两个专攻即生活专攻和食物营养专攻。
- 1966年 专科三个专攻即英文专攻、生活专攻、食物营养专攻成立[4]。
- 1968年 日文科成立[1]。
- 1970年 日文专攻成立于专科[4]。
- 1971年 三个学科改名为[3]。
  - 日文科→日文学科
  - 英语科→英语学科
  - 家政科→家政学科
- 1990年 英语学科两个专攻改名为[3]。
  - 英文专攻→英美文学专攻
  - 商业英语专攻→英语专攻
- 1991年 家政学科改名为生活学科、生活文化专攻成立于生活学科[1]。
- 1994年 英语学科英美文学专攻招生最后、次年停止招生[3]。
- 1999年 两个学科即日文学科和英语学科（前英语专攻）招生最后、次年停止招生（正式停办于2001年10月30日[3]）。
- 2000年 生活学科生活文化专攻招生最后、次年停止招生[3]。
- 2001年 生活学科改名为生活学科生活环境学科[1]。改校名为东海学园大学短期大学部[1]。
- 2003年 短期大学招生最后、次年停止招生[3][1]。
- 2005年 今年12月1日短期大学正式停办[3][1]。

## 学校环境
- 校区：在了爱知县名古屋市天白区

## 历任校长
- 椎雄弁匡：第一代短期大学校长[5]。

## 组织

### 学科
- 生活环境学科
  - 生活环境专攻
  - 食物营养专攻

### 前学科
- 生活学科[注 2]
  - 生活专攻
  - 生活文化专攻[注 3]
  - 食物营养专攻
- 日文学科[注 4]
- 英文学科[注 4]
  - 英美文学专攻[注 5]
  - 英语专攻[注 5]

### 专科
| - 生活专攻 - 食物营养专攻 - 日文专攻 - 英文专攻 |

### 业余课程
| - 没有 |

## 知名校友
- 阿部静江：女演员、歌手
- 伊藤绿:前花样滑冰运动员，1998年冬季奥林匹克运动会银牌获得人

## 相关链接
- 日本短期大学列表
- 东海学园大学：后来校